# Joanne Woodward

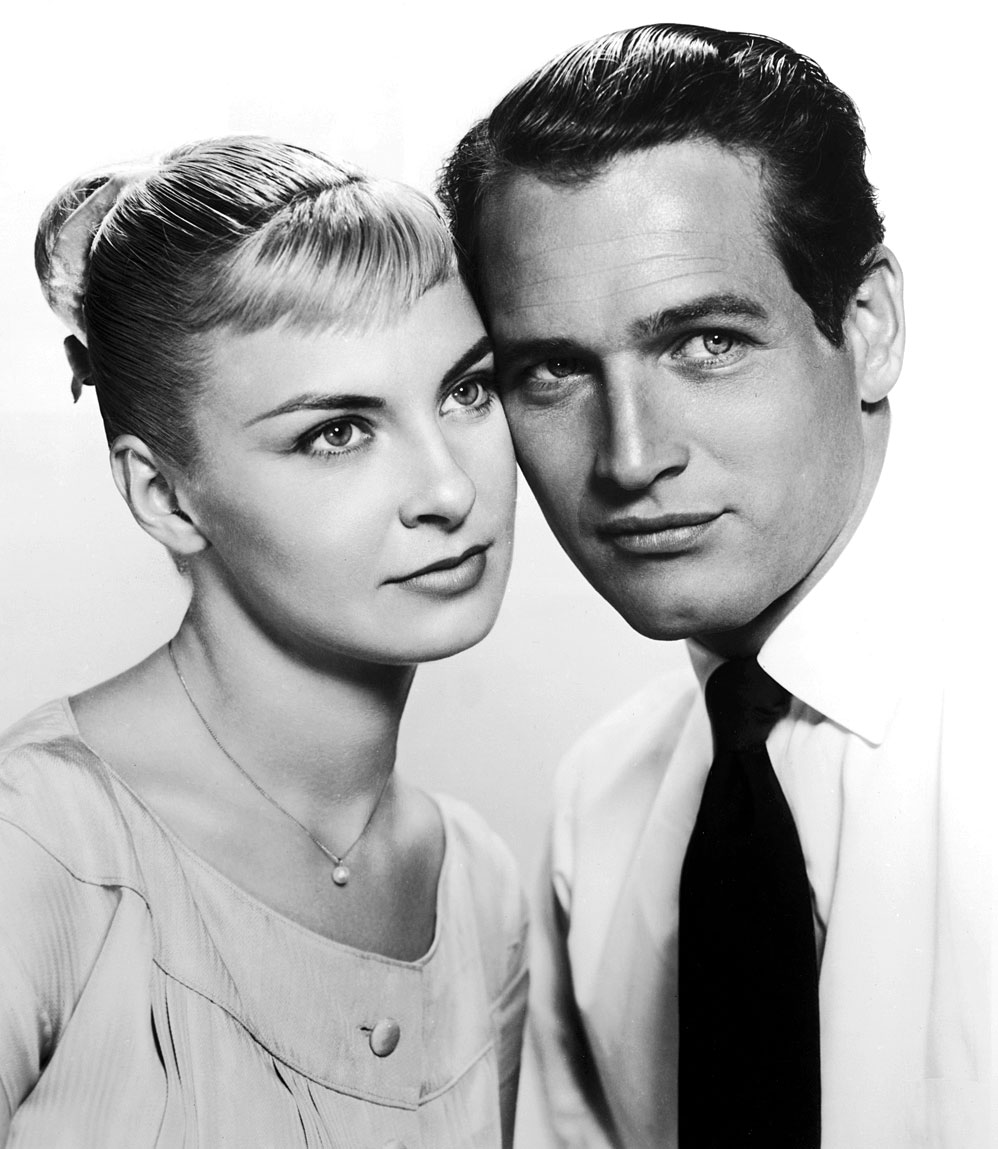
Joanne Woodward och Paul Newman, 1958.

Joanne Gignilliat Trimmier Woodward, född 27 februari 1930 i Thomasville, Georgia, är en amerikansk skådespelare.
Woodward har medverkat i ett 45-tal filmer och TV-produktioner, och hon vann en Oscar 1958 för bästa kvinnliga huvudroll i filmen Evas tre ansikten. Hon var också den första som fick en stjärna på Hollywood Walk of Fame den 9 februari 1960. Hon var gift med Paul Newman från 1958 fram till hans död 2008.
Woodward medverkade med sin make Paul Newman i tio filmer: Lång, het sommar (1958), Raket i paradiset (1958), Lycksökaren (1960), Paris Blues (1961), Nytt sätt att älska (1963), Winning - segraren (1969), WUSA (1970), Ett fall för Harper (1975), Harry & Son (1984, regi av Newman) och Mr. and Mrs. Bridge (1990).

## Filmografi i urval
- 1956 – En kyss före döden
- 1957 – Evas tre ansikten
- 1957 – Allt du begär
- 1958 – Lång, het sommar
- 1958 – Raket i paradiset
- 1959 – Stormen och vreden
- 1959 – Mannen i ormskinnsjackan
- 1960 – Lycksökaren
- 1961 – Paris Blues
- 1963 – Nytt sätt att älska
- 1963 – Inga rosor åt bruden
- 1965 – En skön galenskap
- 1966 – Full hand i Dodge City
- 1966 – En skön galenskap
- 1968 – Rachel, Rachel
- 1969 – Winning - segraren
- 1970 – WUSA
- 1971 – Kanske en Sherlock Holmes
- 1971 – Gammastrålars effekt på ringblommor
- 1973 – Önskningar och drömmar
- 1975 – Ett fall för Harper
- 1976 – Sybil – en verklig mardröm (Miniserie)
- 1978 – Slutet
- 1978 – Kvinna på egna ben
- 1984 – Harry & Son
- 1985 – Minns du vår kärlek?
- 1987 – Glasmenageriet
- 1990 – Paret Bridge
- 1993 – Oskuldens tid (berättarröst)
- 1993 – Philadelphia
- 1993 – Utrikes förbindelser
- 1993 – Blind Spot
- 1994 – Djupandning
- 2005 – Empire Falls (TV-film)
- 2012 – Gayby (röst, ej krediterad)